# Élections législatives de 1906 dans les Bouches-du-Rhône
Les élections législatives dans les Bouches-du-Rhône, ont lieu les dimanches 6 mai 1906 et 20 mai 1906.
Elles ont pour but d'élire les 9 députés représentant le département à la Chambre des députés pour un mandat de quatre années.

## Mode de scrutin
L'élection se fait au scrutin d'arrondissement, soit un mode uninominal majoritaire à deux tours.
La circonscription pour l'élection est l'arrondissement.
Le scrutin est individuel, chaque arrondissement élisant un député.
Les arrondissements qui ont plus de cent mille habitants sont divisés. Dans ce cas on élit un député par circonscription électorale.
L'article 18 précise qu'il faut réunir pour être élu au premier tour :
1. La majorité absolue des suffrages exprimés ;
2. Un nombre de suffrages égal au quart des électeurs inscrits.

Au deuxième tour la majorité relative suffit. En cas d'égalité c'est le plus âgé qui est élu.

## Résultats par arrondissement

### Arrondissement d'Aix

#### 1ère circonscription
- Elle regroupe les cantons de Aix-en-Provence-Nord, Aix-en-Provence-Sud, Peyrolles, Trets et de Gardanne, soit l'est de l'arrondissement, au centre et nord-est du département.

|                | Gabriel Baron * | Soc ind        | 7 292  | 60,12  |  |  |
|                | Victor Thierry  | Progressiste   | 4 823  | 39,76  |  |  |
|                | Adrien Bernard  |                | 8      | 0,07   |  |  |
|                | Jules Vigouroux |                | 4      | 0,03   |  |  |
|                | Félix Frégier   |                | 3      | 0,03   |  |  |
|                |                 |                |        |        |  |  |
| Inscrits       | Inscrits        | Inscrits       | 15 848 | 100,00 |  |  |
| Votants        | Votants         | Votants        | 12 518 | 78,99  |  |  |
| Blancs et nuls | Blancs et nuls  | Blancs et nuls | 389    | 3,11   |  |  |
| Exprimés       | Exprimés        | Exprimés       | 12 129 | 96,89  |  |  |

*sortant

#### 2ème circonscription
- Elle regroupe les cantons de Salon-de-Provence, Istres, Martigues et de Berre-l'Étang, soit l'ouest de l'arrondissement.

|                | Camille Pelletan *       | Rad-soc        | 7 452  | 58,15  |  |  |
|                | Auguste Bouge            | Rép G          | 4 341  | 33,95  |  |  |
|                | Louis Soulier (dit Shoë) | SFIO           | 1 022  | 7,98   |  |  |
|                |                          |                |        |        |  |  |
| Inscrits       | Inscrits                 | Inscrits       | 17 300 | 100,00 |  |  |
| Votants        | Votants                  | Votants        | 12 955 | 74,88  |  |  |
| Blancs et nuls | Blancs et nuls           | Blancs et nuls | 140    | 1,08   |  |  |
| Exprimés       | Exprimés                 | Exprimés       | 12 815 | 98,92  |  |  |

*sortant

### Arrondissement d'Arles
- Il regroupe tous les cantons de l'arrondissement, à l'ouest du département.
- Camille Vaulbert[3] se retire au profit du député sortant au scrutin de ballottage.

| Candidats      | Candidats        | Étiquette      | Premier tour | Premier tour | Ballottage | Ballottage |
| Candidats      | Candidats        | Étiquette      | Voix         | %            | Voix       | %          |
| -------------- | ---------------- | -------------- | ------------ | ------------ | ---------- | ---------- |
|                | Henri Michel *   | Rad-soc        | 7 521        | 38,84        | 11 164     | 60,64      |
|                | Vincent André    | Conservateur   | 6 987        | 36,08        | 7 217      | 39,20      |
|                | Camille Vaulbert | SFIO           | 4 855        | 25,07        | 28         | 0,15       |
|                |                  |                |              |              |            |            |
| Inscrits       | Inscrits         | Inscrits       | 29 504       | 100,00       | 29 489     | 100,00     |
| Votants        | Votants          | Votants        |              |              | 18 668     | 63,31      |
| Blancs et nuls | Blancs et nuls   | Blancs et nuls |              |              | 257        | 1,38       |
| Exprimés       | Exprimés         | Exprimés       | 19 363       |              | 18 411     | 98,62      |

*sortant

### Arrondissement de Marseille

#### 1ère circonscription
- Elle regroupe la plus grande partie des cantons de Marseille-1, Marseille-3 et de Marseille-4, soit la partie sud de l'actuel 2e arrondissement de Marseille.

|                | Maximilien Carnaud * | SFIO           | 5 904  | 52,74  |  |  |
|                | Alphonse Grandval    | Progressiste   | 4 730  | 42,25  |  |  |
|                | Philippe Scotto      | Rad ind        | 375    | 3,35   |  |  |
|                | Vitto Palombo        |                | 110    | 0,98   |  |  |
|                | Eugène Gainé         |                | 42     | 0,38   |  |  |
|                | Victor Borel         |                | 26     | 0,23   |  |  |
|                |                      |                |        |        |  |  |
| Inscrits       | Inscrits             | Inscrits       | 16 744 | 100,00 |  |  |
| Votants        | Votants              | Votants        | 11 395 | 68,05  |  |  |
| Blancs et nuls | Blancs et nuls       | Blancs et nuls | 200    | 1,76   |  |  |
| Exprimés       | Exprimés             | Exprimés       | 11 195 | 98,24  |  |  |

*sortant

#### 2ème circonscription
- Elle regroupe les cantons de Marseille-5 et la grande partie ouest de Marseille-7, soit à peu près les actuels 3e, 14e, 15e et 16e arrondissements de Marseille.

|                | Bernard Cadenat * | SFIO           | 8 763  | 77,68  |  |  |
|                | Adrien Cambos     | Progressiste   | 1 445  | 12,81  |  |  |
|                | Étienne Milliard  | Soc ind        | 1 077  | 9,55   |  |  |
|                | Antoine Servia    |                | 2      | 0,02   |  |  |
|                |                   |                |        |        |  |  |
| Inscrits       | Inscrits          | Inscrits       | 18 565 | 100,00 |  |  |
| Votants        | Votants           | Votants        | 11 936 | 64,29  |  |  |
| Blancs et nuls | Blancs et nuls    | Blancs et nuls | 655    | 5,49   |  |  |
| Exprimés       | Exprimés          | Exprimés       | 11 281 | 94,51  |  |  |

*sortant

#### 3ème circonscription
- Elle regroupe plusieurs bouts de cantons et correspond à peu près à l'actuel 1er arrondissement de Marseille.

| Candidats      | Candidats         | Étiquette      | Premier tour | Premier tour |
| Candidats      | Candidats         | Étiquette      | Voix         | %            |
| -------------- | ----------------- | -------------- | ------------ | ------------ |
|                | Joseph Thierry *  | Progressiste   | 9 925        | 67,91        |
|                | Auguste Billès    | Rad ind        | 4 527        | 30,98        |
|                | François Biéchy   |                | 122          | 0,84         |
|                | Dominique Majocco |                | 22           | 0,15         |
|                | Joseph Léger      |                | 4            | 0,3          |
|                |                   |                |              |              |
| Inscrits       | Inscrits          | Inscrits       | 21 160       | 100,00       |
| Votants        | Votants           | Votants        | 14 909       | 70,46        |
| Blancs et nuls | Blancs et nuls    | Blancs et nuls | 294          | 1,97         |
| Exprimés       | Exprimés          | Exprimés       | 14 615       | 98,03        |

*sortant

#### 4ème circonscription
- Elle regroupe les cantons de Marseille-6, une partie de l'est de Marseille-7, Marseille-12 (ce qui correspond à peu près aux actuels 4e, le nord du 11e, le 12e et le 13e arrondissement), auxquels s'ajoutent le canton de Roquevaire.

| Candidats      | Candidats       | Étiquette           | Premier tour | Premier tour |
| Candidats      | Candidats       | Étiquette           | Voix         | %            |
| -------------- | --------------- | ------------------- | ------------ | ------------ |
|                | Henri Brisson * | Rad-soc             | 6 140        | 50,58        |
|                | Charles Dubois  | Rad ind             | 3 273        | 26,96        |
|                | André Gaucher   | Conservateur-Natio. | 1 530        | 12,60        |
|                | Charles Baron   | SFIO                | 1 197        | 9,86         |
|                |                 |                     |              |              |
| Inscrits       | Inscrits        | Inscrits            | 16 701       | 100,00       |
| Votants        | Votants         | Votants             | 12 305       | 73,68        |
| Blancs et nuls | Blancs et nuls  | Blancs et nuls      | 165          | 1,34         |
| Exprimés       | Exprimés        | Exprimés            | 12 140       | 98,66        |

*sortant

#### 5ème circonscription
- Elle regroupe une grande partie des cantons de Marseille-2, Marseille-5, plus le sud de Marseille-10. Ce qui correspond à peu près aux actuels  ouest du 6e, le 7e, le 8e et le sud du 9e arrondissement.

- Jean-Baptiste Ripert (Progressiste), député depuis 1902 ne se représente pas.
- Raoul Brion et Paul Resch se désiste du ballottage au profit de Vincent Carlier.

| Candidats      | Candidats          | Étiquette      | Premier tour | Premier tour | Ballottage | Ballottage |
| Candidats      | Candidats          | Étiquette      | Voix         | %            | Voix       | %          |
| -------------- | ------------------ | -------------- | ------------ | ------------ | ---------- | ---------- |
|                | Vincent Carlier    | SFIO           | 4 369        | 31,09        | 7 486      | 53,03      |
|                | Georges Saint-Yves | Progressiste   | 4 215        | 29,99        | 6 605      | 46,79      |
|                | Raoul Brion        | Rép G          | 3 332        | 23,71        | 10         | 0,07       |
|                | Paul Resch         | Soc ind        | 2 137        | 15,21        | 6          | 0,04       |
|                |                    |                |              |              |            |            |
| Inscrits       | Inscrits           | Inscrits       | 19 365       | 100,00       | 19 365     | 100,00     |
| Votants        | Votants            | Votants        |              |              | 19 365     | 100,00     |
| Blancs et nuls | Blancs et nuls     | Blancs et nuls |              |              | 143        | 1,00       |
| Exprimés       | Exprimés           | Exprimés       | 14 053       |              | 14 117     | 99,00      |

*sortant

#### 6ème circonscription
- Elle regroupe les cantons de Marseille-9, le nord de Marseille-10, le sud de Marseille-12 (ce qui correspond à peu près aux actuels 5e, l'est du 6e, le nord du 9e, le 10e et le sud du 11e arrondissement), auxquels s'ajoutent les cantons d'Aubagne et de La Ciotat.

| Candidats      | Candidats      | Étiquette      | Premier tour | Premier tour |
| Candidats      | Candidats      | Étiquette      | Voix         | %            |
| -------------- | -------------- | -------------- | ------------ | ------------ |
|                | Antide Boyer * | Soc ind        | 8 844        | 57,71        |
|                | Cayol          | Rad ind        | 6 488        | 42,34        |
|                |                |                |              |              |
| Inscrits       | Inscrits       | Inscrits       | 20 663       | 100,00       |
| Votants        | Votants        | Votants        | 15 576       | 75,38        |
| Blancs et nuls | Blancs et nuls | Blancs et nuls | 252          | 1,62         |
| Exprimés       | Exprimés       | Exprimés       | 15 324       | 98,38        |

*sortant